# El Fronterizo
El Fronterizo es una localidad situada en el municipio de San Luis Río Colorado, Sonora, México. Según el censo de 2020, tiene una población de 361 habitantes.
Está ubicada en el noroeste del estado, en la zona del desierto sonorense.
Fue fundada en los años 1970.

## Geografía
La localidad está ubicada en las coordenadas geográficas 32°16'37" de latitud norte y 114°53'29" de longitud oeste del meridiano de Greenwich, a una elevación de 20 metros sobre el nivel del mar.